# 札幌フコク生命越山ビル
札幌フコク生命越山ビル（さっぽろフコクせいめいこしやまビル）は、北海道札幌市中央区北2条西3丁目の札幌駅前通沿いにある建築物。2017年（平成29年）に竣工。

## 前身
本ビルは北2条西3丁目の北西画に立地し、角にある札幌フコク生命駅前通ビル・南隣の越山ビル（2代目）・東隣の札幌ビルディングの3棟を一体で建て替えたものである。うち越山ビルはRC造・地上7階地下1階・延床面積3,984㎡の規模だが、1957年（昭和32年）の竣工で札幌駅前通に面する最も古いビルの一つとなっていた。更にその前の初代越山ビルは戦前からの建築物で、道庁や札幌駅・大通の中心部をよく見渡せる場所にあったことからGHQ北海道司令部が設置されていたこともある。フコク生命ビルは地上9階建て・1965年（昭和40年）竣工で、越山ビルとともに清水建設が施工主となっている。
それぞれのビルを所有する富国生命保険・越山ビルディングズ・伊藤組の間では、2010年（平成22年）より一体開発へ向けた交渉が開始されたが、伊藤組は秋以降に交渉を中断し札幌ビルディングの売却を画策。一時は事業難航が示唆されたが、2011年（平成23年）3月10日にフコク生命へ売却されたことにより2社共同事業となり、事業推進の目途が立った。この売却により新ビルの区分所有比率は、フコク生命が約3分の2・越山ビルディングズが約3分の1となった。
新築ビルの概要が固まった2012年（平成24年）後半よりテナントの退去を開始し、解体は2014年（平成26年）4月より8か月間かけて実施された。建て替えにあたっては、3棟合計の敷地面積が1,650㎡になることで容積率を有効活用することができ、更に札幌駅前通地下歩行空間と接続し賑わいスペースを設けるなどの条件を満たせば、札幌駅前通における800%の最大容積率を250%上積みすることができるため、これらの特性を利用したものとなっている。

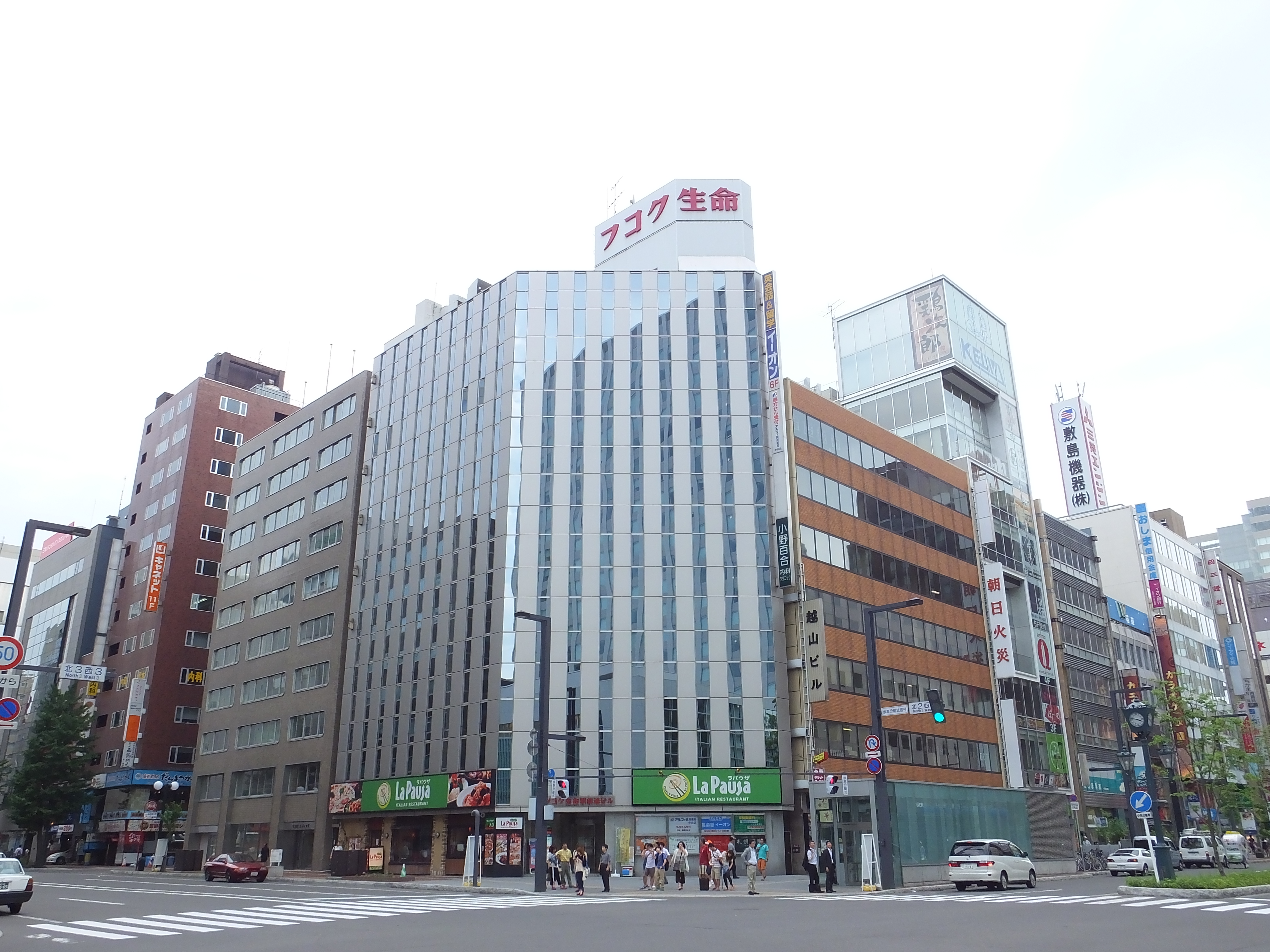
旧ビル。左から、札幌ビルディング・札幌フコク生命駅前通ビル・越山ビル
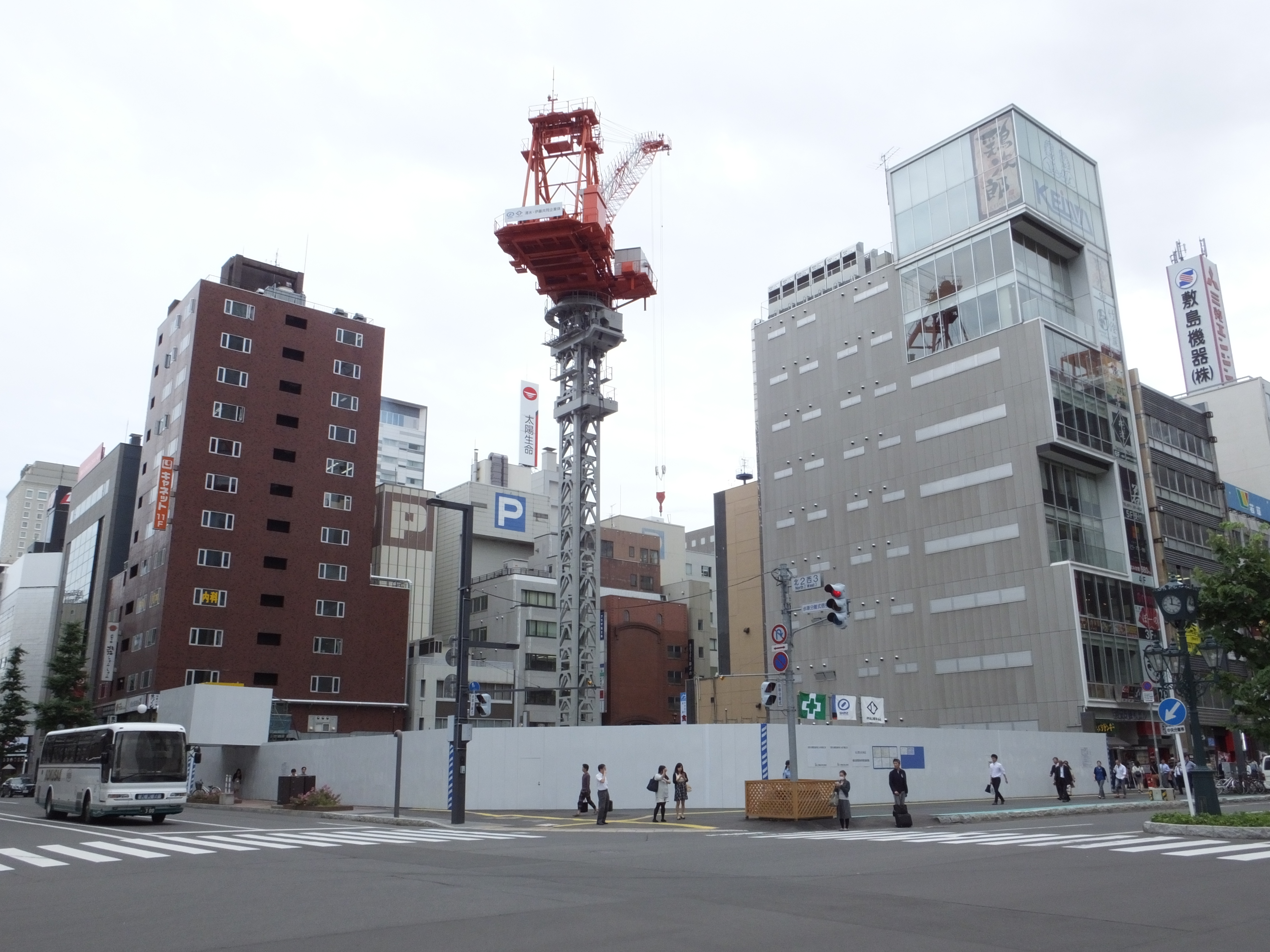
3物件解体後の敷地

## 現行ビル
当初の事業名は「札幌駅前共同ビル」計画。新築ビルは地上13階地下1階の規模で、うち4階以上がオフィス・3階から地下1階までが商業施設。建築事業費は約67億円。北4西4の読売北海道ビルと同様に、大窓を活用し雪をイメージした外観に仕上げている。
商業施設の名称は「sitatte sapporo」（シタッテサッポロ）で、飲食店を中心に道内初出店4店舗を含む14店舗で構成されている。名称は座って（sit）・逢って（atte）を組み合わせ、北海道弁の「したって」「したっけ」を連想させるように付けられた。2017年（平成29年）3月4日に全面オープン。地下1階では札幌駅前通地下歩行空間（チ・カ・ホ）と接続しており、接続部から地上2階までを「ステップガーデン」と呼ばれる階段状の街路で斜め一直線に繋げる構造にしたのが特徴となっている。この街路を建物に引き込み展開する構造により、2017年度のグッドデザイン賞を受賞している。

### 入居テナント
- 近畿日本ツーリスト北海道札幌支店
- プルデンシャル生命保険札幌第二支社
- ベルシステム24札幌第4ソリューションセンター
- マイナビ北海道支社・マイナビワークス北海道オフィス・マイナビコンタクトサービス札幌センター
- 花王グループカスタマーマーケティング北海道支社
- カネカ北海道本社・カネカケンテック北日本営業部北海道営業所・カネカ食品札幌支店
- 新化食品札幌営業所

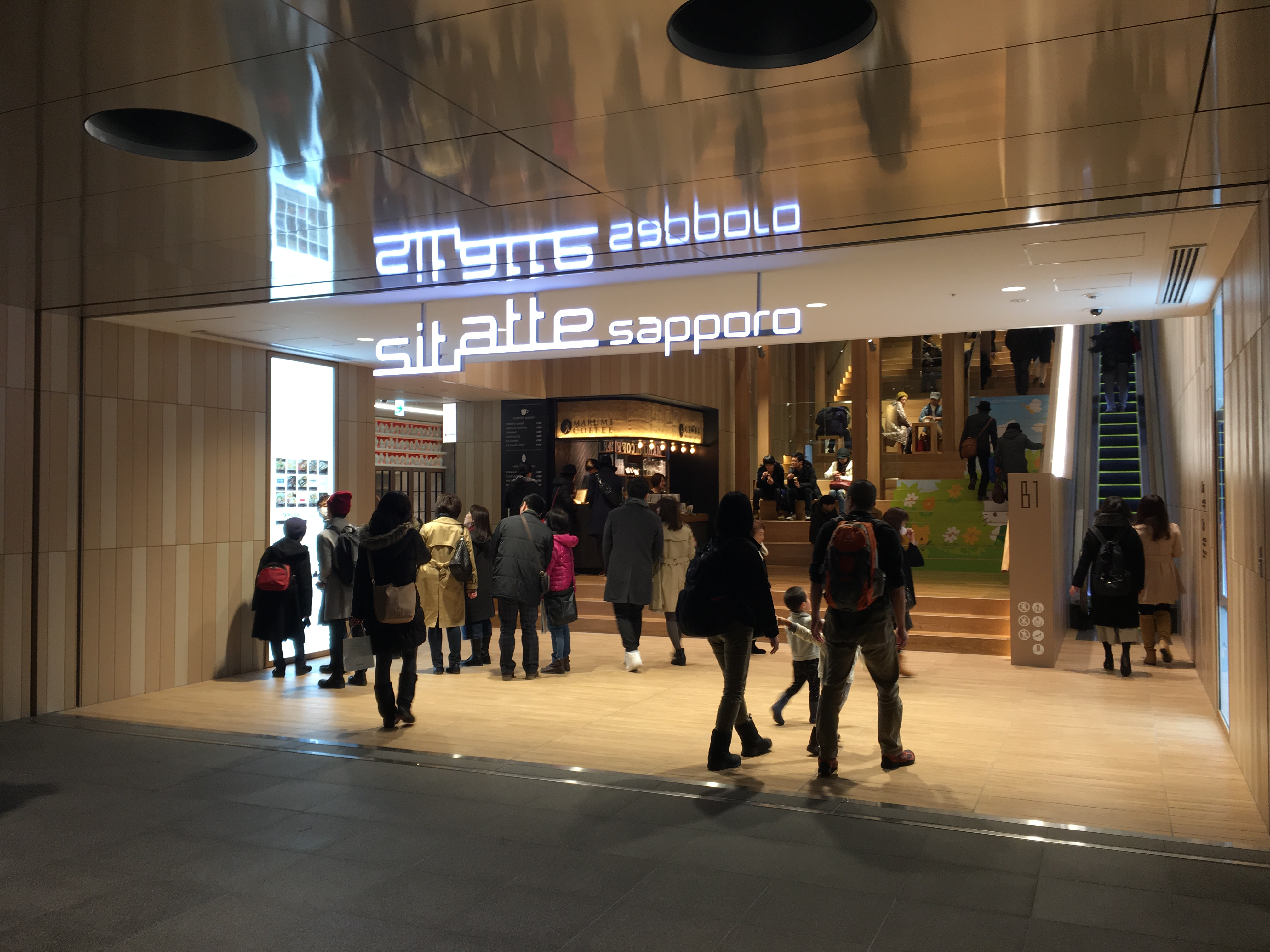
地下1階の札幌駅前通地下歩行空間との接続部（2017年3月）

## 周辺
- 札幌三井JPビルディング - 札幌駅前通を挟んだ西側。2014年竣工。
- 大同生命札幌ビル - 北3条通を挟んだ北側。2020年竣工。
- 日本生命札幌ビル - 北3条西3・西4交差点を挟んだ、北西側斜め向かい。2006年竣工。